# Conan (perro de Javier Milei)
Conan (2004-mayo de 2017) fue un mastín inglés adoptado por Javier Milei,  presidente de Argentina, cuando era un cachorro. Su nombre está inspirado en el personaje principal de la película Conan el Bárbaro. Milei ha expresado en múltiples ocasiones el fuerte vínculo que tenía con Conan, a quien describía como su mejor amigo y confidente. El perro falleció en 2017 a causa de un cáncer de médula espinal.
En 2018, Javier Milei impulsó la clonación de Conan, lo que dio lugar al nacimiento de varios perros a partir de su genoma. A lo largo de los años, Milei ha hecho públicas sus manifestaciones de afecto hacia sus perros, mencionando en entrevistas y declaraciones que les atribuye un rol simbólico de consejeros o referentes personales. Esta particular relación ha llamado la atención tanto en medios locales como internacionales, especialmente durante su campaña presidencial en 2023.

## Vida
Conan nació alrededor de 2004 y fue adoptado por Javier Milei ese mismo año, cuando aún era un cachorro. Milei lo consideraba parte de su familia y, en una entrevista con el diario Perfil en 2018, lo describió como su "verdadero y más grande amor" y "literalmente un hijo para mí". También se ha informado que en algunas ocasiones le ofrecía champán. 
Conan falleció en mayo de 2017 a causa de un cáncer en la columna vertebral. Tras su muerte, Milei buscó mantener un vínculo simbólico con su mascota a través de consultas con un médium. En diversas declaraciones públicas, relató experiencias místicas relacionadas con Conan, entre ellas una visión en la que ambos habrían compartido una vida anterior como gladiador y león, unidos por un destino común que interpretó como una premonición de su carrera política.
Milei también ha expresado que, para él, Conan no murió, sino que experimentó una "desaparición física" y pasó a ocupar un lugar al lado de Dios para protegerlo. Según sus dichos, esta experiencia marcó el inicio de lo que él describe como un diálogo espiritual con Dios.

## Clonación
En 2018, Milei pagó a la empresa estadounidense PerPETuate, Inc 50.000 dólares para clonar a Conan. El procedimiento resultó en seis cachorros. Según Milei, clonó a Conan porque entiende la clonación como “una forma de acercarse a la eternidad”.
Uno de los cachorros recibió nuevamente el nombre de Conan. Los demás cachorros fueron nombrados en honor a economistas de la Escuela de Chicago: Milton (por Milton Friedman), Murray (por Murray Rothbard), Robert y Lucas (por Robert Lucas Jr.). Milei ha manifestado que considera a estos perros como los "hijos" de Conan y, a su vez, sus propios nietos. El sexto cachorro, llamado Angelito, falleció poco después del procedimiento.
Milei se refiere a los perros como sus “hijos de cuatro patas”.
Asimismo, se ha informado que Milei afirmó comunicarse con los perros a través de un místico, y que busca el consejo de sus perros. Además, se ha informado que el nuevo Conan aportaría ideas sobre estrategia general, que Robert contribuiría a identificar tendencias futuras, que Milton se encargaría del análisis político y que Murray asesoraría en economía. Cuando el periodista de El País Martín Sivak y Nicolás Lucca de Radio Rivadavia le preguntaron al respecto, Milei afirmó: “Lo que hago con mi vida espiritual y en mi casa es asunto mío. Si Conan me aconseja sobre política, significa que es el mejor consultor de la humanidad”. Además, se ha informado que Milei citó a Conan como fuente de inspiración para algunos de sus escritos en 2015.

## Campaña presidencial de 2023

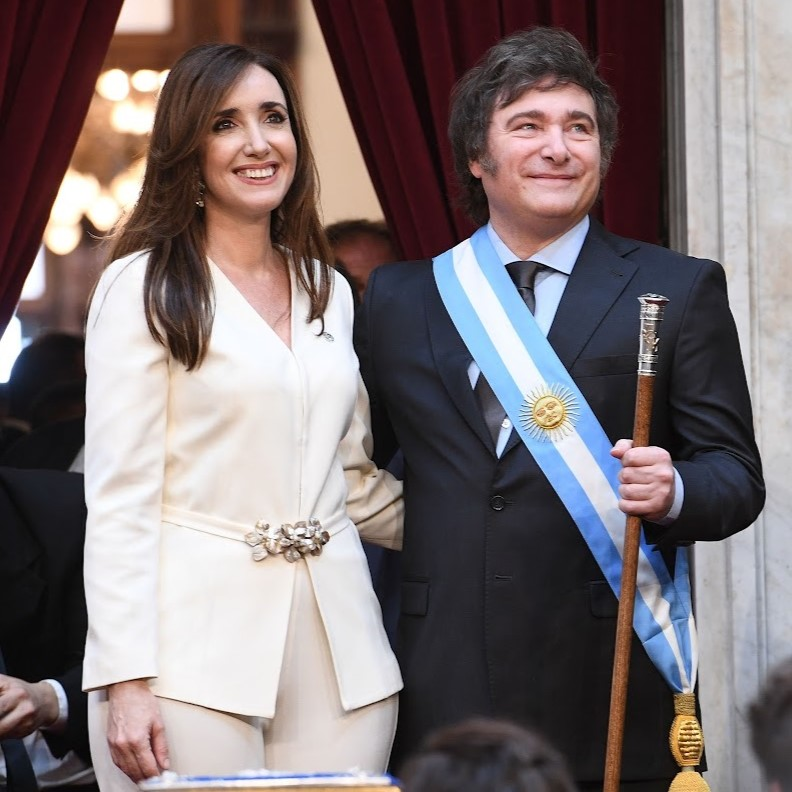
El propietario de Conan, Javier Milei, durante la investidura presidencial el 10 de diciembre de 2023, junto a la vicepresidenta Victoria Villarruel.

Desde que Milei emergió en la escena política, Conan y los otros mastines clonados han captado la atención internacional por las declaraciones relativas a ellos. Milei no diferencia entre el perro original y el clonado, refiriéndose a ambos como su "hijo" y a los cachorros adicionales como sus "nietos". Ha afirmado recibir consejos sobre políticas y campañas de sus perros, y agradeció públicamente a sus mascotas tras su triunfo en las elecciones primarias de Argentina de 2023.
Ron Gillespie, director de PerPETuate, empresa de preservación genética con sede en Hawái, declaró sobre los perros clonados de Milei: "No tengo voto en las elecciones argentinas, pero tengo cinco perros en la carrera". Milei sostiene que él y Conan comparten una misión asignada por Dios. Según diversas fuentes citadas por el diario La Nación, Milei habría conocido a Conan por primera vez en una vida anterior hace más de 2.000 años, cuando se encontraba en el rol de un gladiador frente a un león en el Coliseo, pero no se enfrentaron, ya que estaban destinados a unirse en el futuro, hecho que utiliza como referencia en su campaña política.

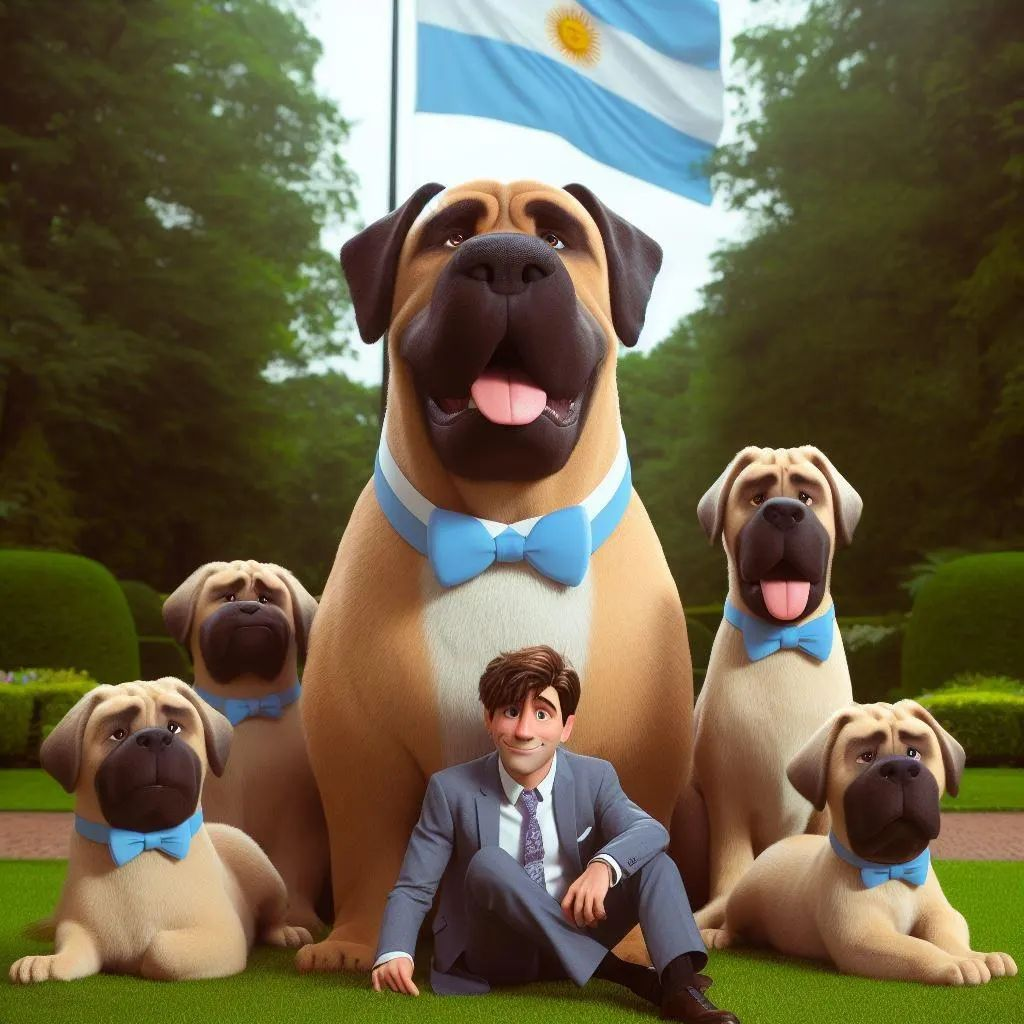
Imagen generada por inteligencia artificial de Milei y sus perros en su cuenta de Instagram, a la que llamó su "álbum familiar" y que fue su primera publicación en Instagram después de ser elegido presidente.

El 24 de noviembre de 2023, Milei compartió en su cuenta de Instagram una imagen generada mediante inteligencia artificial, en la que aparece acompañado de sus cinco perros, uno de ellos de mayor tamaño en referencia a Conan, a la que denominó su "álbum familiar". La publicación fue la primera en esa red social tras su elección, ocurrida cinco días antes.
En su toma de posesión como presidente de Argentina, Milei optó por no utilizar el bastón presidencial oficial (el bastón presidencial de Argentina), tallado por el orfebre Juan Carlos Pallarols, y adoptó uno con un diseño en el que figuran tallados Conan y sus cuatro clones. Según fuentes citadas por el periódico Clarín, Milei trasladará a sus cuatro perros a la Quinta presidencial de Olivos, la residencia oficial, medida que ha generado inquietud en el personal de seguridad debido al tamaño de los animales. Milei anunció que la residencia presidencial se renovará para acomodar a los cuatro perros, los cuales previamente vivían separados.